# Beach soccer ai I Giochi del Mediterraneo sulla spiaggia
Il torneio di beach soccer dei primi Giochi del Mediterraneo sulla spiaggia si è svolto dal 2 al 6 settembre 2015 presso l'Arena del Mare di Pescara. Al torneo, solo maschile, hanno partecipato 12 nazionali.

## Formula
Le squadre, una per ogni nazione iscritta, sono state divisi in tre gironi con turni di eliminazione all'italiana. Si sono disputate le finali fino all'ottavo posto.

## Nazioni partecipanti
- Albania
- Algeria
- Egitto
- Francia
- Grecia
- Italia
- Libano
- Malta
- Marocco
- Libia
- Tunisia
- Turchia

## Fase a gironi

### Girone A
Il girone A è composto da le seguenti quattro squadre:
- Italia
- Tunisia
- Algeria
- Libano

#### Risultati
| 2 settembre 2015, ore 11:30 CEST Arena del Mare #2, Pescara | Libano  | 10 - 4 | Algeria | 4-1, 6-2, 10-4 | [ 2 ] |
| 2 settembre 2015, ore 15:15 CEST Arena del Mare #2, Pescara | Tunisia | 1 - 11 | Italia  | 0-4, 0-7, 1-11 | [ 3 ] |
| 3 settembre 2015, ore 17:30 CEST Arena del Mare #1, Pescara | Libano  | 3 - 2  | Tunisia | 1-1, 2-2, 3-2  | [ 4 ] |
| 3 settembre 2015, ore 21:15 CEST Arena del Mare #1, Pescara | Italia  | 16 - 6 | Algeria | 3-1, 9-2, 16-6 | [ 5 ] |
| 4 settembre 2015, ore 17:30 CEST Arena del Mare #1, Pescara | Algeria | 1 - 7  | Tunisia | 0-2, 0-3, 1-7  | [ 6 ] |
| 4 settembre 2015, ore 21:15 CEST Arena del Mare #1, Pescara | Italia  | 5 - 1  | Libano  | 1-0, 2-0, 5-1  | [ 7 ] |

#### Classifica girone
| Pos. | Squadra | Pt | G | V | P | PF | PS |
| 1    | Italia  | 9  | 3 | 3 | 0 | 32 | 8  |
| 2    | Libano  | 6  | 3 | 2 | 1 | 14 | 11 |
| 3    | Tunisia | 3  | 3 | 1 | 2 | 10 | 15 |
| 4    | Algeria | 0  | 3 | 0 | 3 | 11 | 33 |

### Girone B
Il girone B è composto da le seguenti quattro squadre:
- Egitto
- Turchia
- Malta
- Marocco

#### Risultati
| 2 settembre 2015, ore 10:15 CEST Arena del Mare #2, Pescara | Egitto  | 3 - 2  | Turchia | 1-1, 2-1, 3-2  | [ 8 ]  |
| 2 settembre 2015, ore 14:00 CEST Arena del Mare #2, Pescara | Malta   | 2 - 7  | Marocco | 1-3, 1-5, 2-7  | [ 9 ]  |
| 3 settembre 2015, ore 16:15 CEST Arena del Mare #1, Pescara | Egitto  | 11 - 2 | Malta   | 3-0, 8-0, 11-2 | [ 10 ] |
| 3 settembre 2015, ore 20:00 CEST Arena del Mare #1, Pescara | Marocco | 3 - 2  | Turchia | 0-0, 1-1, 3-2  | [ 11 ] |
| 4 settembre 2015, ore 16:15 CEST Arena del Mare #1, Pescara | Turchia | 14 - 0 | Malta   | 7-0, 14-0      | [ 12 ] |
| 4 settembre 2015, ore 20:00 CEST Arena del Mare #1, Pescara | Marocco | 2 - 4  | Egitto  | 0-2, 0-4, 2-4  | [ 13 ] |

#### Classifica girone
| Pos. | Squadra | Pt | G | V | P | PF | PS |
| 1    | Egitto  | 7  | 3 | 3 | 0 | 18 | 5  |
| 2    | Marocco | 6  | 3 | 2 | 1 | 12 | 8  |
| 3    | Turchia | 3  | 3 | 1 | 2 | 18 | 6  |
| 4    | Malta   | 0  | 3 | 0 | 3 | 4  | 32 |

### Girone C
Il girone C è composto da le seguenti quattro squadre:
- Grecia
- Libia
- Albania
- Francia

#### Risultati
| 2 settembre 2015, ore 9:00 CEST Arena del Mare #2, Pescara  | Grecia  | 1 - 3  | Libia   | 0-2, 1-3, 1-3          | [ 14 ] |
| 2 settembre 2015, ore 12:45 CEST Arena del Mare #2, Pescara | Albania | 2 - 6  | Francia | 0-3, 0-4, 2-6          | [ 15 ] |
| 3 settembre 2015, ore 15:00 CEST Arena del Mare #1, Pescara | Grecia  | 5 - 7  | Albania | 3-2, 4-5, 5-7          | [ 16 ] |
| 3 settembre 2015, ore 18:45 CEST Arena del Mare #1, Pescara | Francia | 2 - 2  | Libia   | 0-1, 2-1 2-2, 2-2, 2-0 | [ 17 ] |
| 4 settembre 2015, ore 15:00 CEST Arena del Mare #1, Pescara | Libia   | 14 - 3 | Albania | 5-0, 8-1, 11-3         | [ 18 ] |
| 4 settembre 2015, ore 18:45 CEST Arena del Mare #1, Pescara | Francia | 2 - 3  | Grecia  | 0-1, 1-1, 2-2, 2-3     | [ 19 ] |

#### Classifica girone
| Pos. | Squadra | Pt | G | V | P | PF | PS |
| 1    | Libia   | 6  | 3 | 3 | 0 | 19 | 6  |
| 2    | Francia | 4  | 3 | 2 | 1 | 10 | 7  |
| 3    | Albania | 3  | 3 | 1 | 2 | 12 | 25 |
| 4    | Grecia  | 2  | 3 | 0 | 3 | 9  | 12 |

## Fase Finale

### Semifinali 9/12
| 5 settembre 2015, ore 14:30 CEST Arena del Mare #1, Pescara | Albania | 5 - 2 | Malta   | 1-0, 4-1, 5-2 | [ 20 ] |
| 5 settembre 2015, ore 15:45 CEST Arena del Mare #1, Pescara | Grecia  | 9 - 1 | Algeria | 2-1, 6-1, 9-1 | [ 21 ] |

### Semifinali 5/8
| 5 settembre 2015, ore 19:45 CEST Arena del Mare #1, Pescara | Libano  | 5 - 4 | Tunisia | 1-2, 3-2, 4-4, 5-4 | [ 22 ] |
| 5 settembre 2015, ore 21:00 CEST Arena del Mare #1, Pescara | Francia | 5 - 2 | Tunisia | 2-0, 4-1, 5-2      | [ 23 ] |

### Semifinali 1/4
| 5 settembre 2015, ore 17:15 CEST Arena del Mare #1, Pescara | Egitto | 6 - 5 | Libia   | 0-2, 3-4, 6-5 | [ 24 ] |
| 5 settembre 2015, ore 18:30 CEST Arena del Mare #1, Pescara | Italia | 5 - 0 | Marocco | 3-0, 4-0, 5-0 | [ 25 ] |

### Finale 11º/12º posto
| 6 settembre 2015, ore 10:00 CEST Arena del Mare #1, Pescara | Malta | 7 - 6 | Algeria | 1-1, 2-4, 7-6 | [ 26 ] |

### Finale 9º/10º posto
| 6 settembre 2015, ore 11:15 CEST Arena del Mare #1, Pescara | Albania | '3 - 3 | Grecia | 1-1, 1-3, 3-3 3-3, 4-6 | [ 27 ] |

### Finale 7º/8º posto
| 6 settembre 2015, ore 12:30 CEST Arena del Mare #1, Pescara | Tunisia | 3 - 4 | Turchia | 0-0, 0-3, 3-4 | [ 28 ] |

### Finale 5º/6º posto
| 6 settembre 2015, ore 13:45 CEST Arena del Mare #1, Pescara | Libano | 2 - 3 | Francia | 1-1, 1-2, 2-3 | [ 29 ] |

### Finale 3º/4º posto
| 6 settembre 2015, ore 15:00 CEST Arena del Mare #1, Pescara | Libia | 4 - 3 | Marocco | 2-2, 2-3, 4-3 | [ 30 ] |

### Finale 1º/2º posto
| 6 settembre 2015, ore 16:50 CEST Arena del Mare #1, Pescara | Egitto | 1 - 5 | Italia | 1-3, 1-3, 1-5 | [ 31 ] |

## Classifica finale
| Pos. | Squadra |
| ---- | ------- |
|      | Italia  |
|      | Egitto  |
|      | Libia   |
| 4    | Marocco |
| 5    | Francia |
| 6    | Libano  |
| 7    | Turchia |
| 8    | Tunisia |
| 9    | Grecia  |
| 10   | Albania |
| 11   | Malta   |
| 12   | Algeria |